# Sweetwater (1988)
Sweetwater är en norsk-svensk science fiction-, drama- och thrillerfilm från 1988 i regi av Lasse Glomm och med manus av Glomm och Petter Skavlan. I rollerna ses bland andra Bentein Baardson, Petronella Barker och Alphonsia Emmanuel.

## Om filmen
Inspelningen ägde rum sommaren 1987 Norsk Film A/S:s studio i Jar i Norge, på The Docklands i London i Storbritannien och på en soptipp utanför Rom i Italien. Producent var Bente Erichsen och fotograf Philip Øgaard. Filmen premiärvisades den 23 september 1988 på biografen Cinema i Stockholm.
Filmen tilldelades två priser vid filmfestivalen Amanda: "bästa musik" (Stefan Nilsson) och "bästa ljudläggning" (Peter Ekvall, Mats Krüger).

## Handling
Efter ett stort ödeläggande krig flyttar den unge arkitekten Allan ut från staden Sweetwater till en soptipp. Där lever han tillsammans med familjen och livnär sig på soporna från staden. Det största problemet är att få tag på färskvatten och i sökandet efter detta stöter Allan på en rad personer som blir hans vänner. Till slut sprids våldet från staden ända ut till soptippen.

## Rollista
- Bentein Baardson – Allan
- Petronella Barker	– Lisa
- Alphonsia Emmanuel – Mary Diamond
- Per Jansen – Smiley
- Sven Wollter – Doc
- Sverre Anker Ousdal – Run-Run
- Bjørn Sundquist – Felix
- Martin Disch – Boy
- Tom Tellefsen – Janson
- Elsa Lystad – Marta
- Morten Faldaas – Roy Indiana
- Terje Strømdahl – Sweetness

### Fotnoter
1. 1 2 3 4  ”Sweetwater”. Svensk Filmdatabas. http://sfi.se/sv/svensk-filmdatabas/Item/?itemid=16906&type=MOVIE&iv=Basic&ref=/templates/SwedishFilmSearchResult.aspx?id%3d1225%26epslanguage%3dsv%26searchword%3dsweetwater%26type%3dMovieTitle%26match%3dBegin%26page%3d1%26prom%3dFalse. Läst 22 maj 2013.